# Károly Kernstok

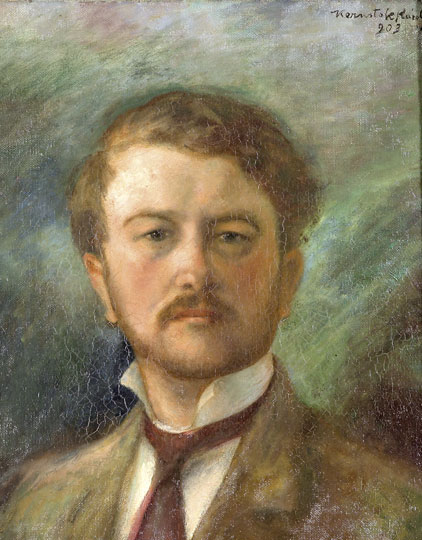
Selbstporträt von 1903

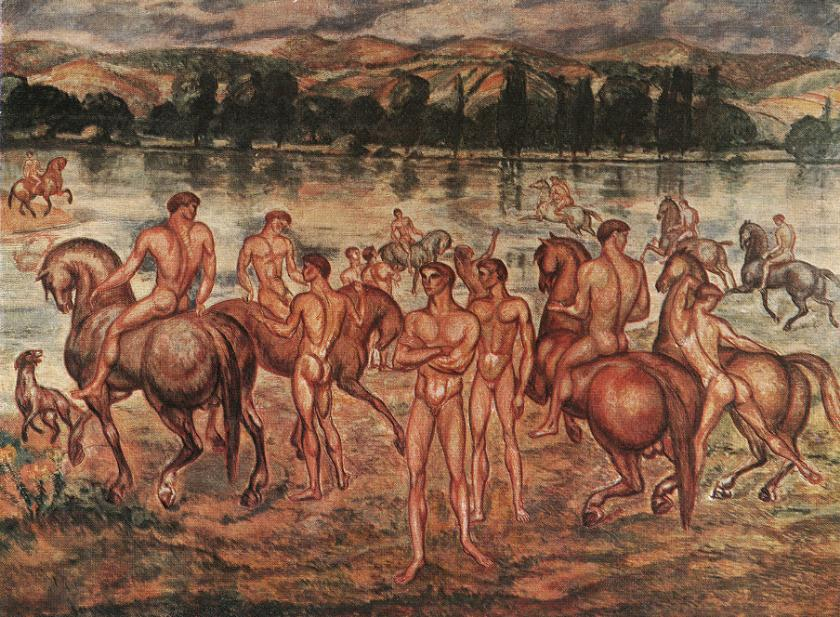
Reiter am Ufer (Originaltitel:Lovasok a víz partján) 1910

Károly Kernstok (Kernstok Károly) (* 23. Dezember 1873 in Budapest, Österreich-Ungarn; † 9. Juni 1940 ebenda) war ein ungarischer Maler der Moderne.

## Leben
Kernstok wurde in Budapest ausgebildet, ging dann zunächst nach München und Paris, um schließlich wieder nach Budapest zurückzukehren.
1907 gründete er mit Róbert Berény, Dezső Czigány, Béla Czóbel, Ödön Márffy, Dezső Orbán, Bertalan Pór und Lajos Tihanyi die Künstlergruppe „Nyolcak“, deren Organisator und Führer er wurde. Er nahm an Ausstellungen der Ungarischen Gesellschaft der Impressionisten und Naturalisten MIÉNK (Magyar Impresszionisták és Naturalisták Köre) teil. 1919 profilierte er sich als Unterstützer der Ungarischen Räterepublik, zu deren Beauftragten für bildende Kunst er im Januar 1919 ernannt wurde. Außerdem übertrug die Regierung ihm die Leitung der Künstlerkolonie von Nyergesújfalu. Nach der Niederschlagung der Räterepublik flüchtete er nach München und Ende 1920 nach Berlin. 1926 kehrte er wieder nach Hause (Nyergesújfalu) zurück. Nun besuchte er auch mehrfach die Künstlerkolonie von Szolnok.
Ausstellungen seiner Kunstwerke fanden 1911 (Művészházban), 1917 (Ernst Múzeum), 1922 (Kassai Múzeum), 1928 (Ernst Múzeum) und 1951 (Fővárosi Népművelési Központ, Emlékkiállítás) statt.

## Werke (Auswahl)
- Agitátor, (Agitator) 1897
- Szilvaszedők, 1901
- Lovasok a vízparton, (Reiter am Ufer) 1910
- Abendmahl, zwei Fassungen, 1923 und 1925
- Sírbatétel, (Grablegung) 1934